# Jia Nanfeng
Jia Nanfeng (chinesisch 賈南風; * 257 in Xianling in der damaligen Region Pingyang (heute Shaanxi); † 13. Mai 300 in Luoyang) war eine chinesische Kaisergemahlin der westlichen Jin-Dynastie und mit Kaiser Jin Huidi verheiratet. In den zeitgenössischen Quellen wird sie gemeinhin als äußerst negativ und tyrannisch dargestellt.

## Leben

### Herkunft und Ehe mit dem Kronprinzen
Jia Nanfeng gehörte zu einer Familie von Würdenträgern, die unter der Wei-Dynastie gedient hatten. Ihr Vater war Jia Chong (217–282), ein früher Anhänger von Sima Yi, ihre Mutter trug den Namen Guo Huai. Jia Nanfeng hatte weiterhin zwei Brüder, die im Kindesalter starben, und eine drei Jahre jüngere Schwester: Jia Wu. 272 wurde sie als Ehefrau für den Thronerben von Jin, Sima Zhong, bestimmt, obwohl der zu dieser Zeit amtierende Kaiser Wudi sich eigentlich gegen die Verbindung gestellt hatte. Mit Sima Zhong hatte Jia Nanfeng vier Töchter. Laut Quellen soll sie während ihrer Ehe außergewöhnlich grausam gegen Nebenbuhlerinnen vorgegangen sein und diese sogar eigenhändig getötet und die Hinrichtung Schwangerer angeordnet haben. Ihr Schwiegervater wollte sie laut Überlieferungen für ihre Taten zur Rechenschaft ziehen, ließ sich dann aber von Würdenträgern am Hof überzeugen, dass Jia Nanfeng sich im Laufe der Zeit mäßigen werde.

### Kaiserin von China
Kronprinz Sima Zhong verfügte laut Quellen nur über eine sehr geringe geistige Intelligenz und am Hof gab es Stimmen, einen anderen Kronprinzen zu ernennen. Der Kaiser beschloss daher, die Fähigkeiten seines Sohnes zu testen. Laut Überlieferung fand Jia Nanfeng jemanden, der die Fragen des Kaisers zu beantworten in der Lage war, und reichte die Antworten an ihren Ehemann weiter. So konnte dieser den Test seines Vaters bestehen und blieb Kronprinz. Kaiser Wudi starb 290 und sein Sohn Sima Zhong bestieg als Jin Huidi den Thron von China. Auch als Kaiserin soll Jia Nanfeng tyrannisches Verhalten an den Tag gelebt haben und sexuell ausschweifend gelebt haben. Angeblich, so behaupten die Quellen der Jin-Dynastie, soll sie mehrere ihrer Liebhaber getötet haben. Sie ließ die Kaiserinmutter ergreifen und einsperren. In Haft hungerte sie sich zu Tode. Am Hof begann Jia Nanfeng alteingesessene Würdenträger durch ihre Günstlinge zu ersetzen. Zur Sicherung ihrer Macht zwang sie angeblich den Sohn ihres Mannes mit einer anderen Frau, Sima Yu, mit einer List zum Suizid. Auch Sima Yus Mutter, Ehefrau und sein Kind wurden getötet.

### Tod
Durch den Tod Sima Yus brachte Jia Nanfeng weite Teile der kaiserlichen Familie gegen sich auf und auch manche ihrer Anhänger wandten sich von ihr ab. Im Jahr 300 rückten der Halbbruder des Kaisers, Sima Lun, und sein Verwandter Sima Jiong in die Hauptstadt Luoyang ein und bewirkten die Verhaftung Jia Nanfengs. Die Kaiserin wurde wenig später hingerichtet.

## Zu ihrer Darstellung in den Quellen
Die Wahrnehmung von Jia Nanfeng als Kaiserin und Person ist bis heute stark beeinflusst von der Geschichtsschreibung, welche bereits während der Jin-Dynastie publiziert wurde und als voreingenommen und übertrieben gilt. Dies macht es in der Geschichtswissenschaft schwierig ein klares Bild von ihr zu gewinnen. So konnte sie auch einige Errungenschaften verbuchen und es gelang ihr etwa, die Macht ihres Ehemannes und ihrer Familie gegen Verschwörer und Konkurrenten zu wahren, und sie hielt auch das Kaiserreich zusammen. Dass die westliche Jin-Dynastie unmittelbar nach ihrem Tod unterging, könnte auch als Beweis für ihr politisches Geschick verstanden werden. Ihre negative und tyrannische Darstellung in den antiken Quellen ließe sich auch unter den Gesichtspunkten erklären, dass viele der zeitgenössischen Chronisten eine starke Abneigung gegen eine weibliche Regentin hatten und zudem manche der Quellen auch direkt von politischen Gegnern von Jia Nanfeng verfasst wurden. Der Autor Zhang Hua, der ein besonders schlechtes Bild von der Kaiserin zeichnet, war etwa in verschiedene Verschwörungen gegen die kaiserliche Familie verwickelt.

## Nachkommenschaft
- Gemahl: Jin Huidi
  - Prinzessin Aixian (starb jung)
  - Prinzessin Hedong
  - Prinzessin Linhai
  - Prinzessin Shiping